# XIIe législature du Parlement basque
La XIIe législature du Parlement basque est un cycle parlementaire du Parlement basque, d'une durée de trois ans et sept mois, ouvert le 3 août 2020 à la suite des élections du 12 juillet précédent, et clos le 27 février 2024.

## Bureau du Parlement
| Poste                   | Titulaire        | Parti | Parti    | Circonscription |
| ----------------------- | ---------------- | ----- | -------- | --------------- |
| Présidente              | Bakartxo Tejeria |       | PNV      | Guipuscoa       |
| Premier vice-président  | Txarli Prieto    |       | PSE-EE   | Alava           |
| Seconde vice-présidente | Eva Blanco       |       | EH Bildu | Alava           |
| Premier secrétaire      | Iñigo Iturrate   |       | PNV      | Biscaye         |
| Second secrétaire       | Gustavo Angulo   |       | EP       | Alava           |

## Groupes parlementaires
| Nom | Nom                                                                         | Nom                                                                         | Début | 27/07/2023 | Fin             | Porte-parole                                    |
| --- | --------------------------------------------------------------------------- | --------------------------------------------------------------------------- | ----- | ---------- | --------------- | ----------------------------------------------- |
|     | Groupe nationaliste basque Euzko Abertzaleak - Nacionalistas Vascos (EA-NV) | Groupe nationaliste basque Euzko Abertzaleak - Nacionalistas Vascos (EA-NV) | 31    | 31         | 31              | Joseba Egibar                                   |
|     | Groupe Euskal Herria Bildu                                                  | Groupe Euskal Herria Bildu                                                  | 21    | 21         | 21              | Maddalen Iriarte Nerea Kortajarena (26/06/2023) |
|     | Groupe socialiste basque Socialistas Vascos - Euskal Sozialistak (SV-ES)    | Groupe socialiste basque Socialistas Vascos - Euskal Sozialistak (SV-ES)    | 10    | 10         | 10              | Eneko Andueza                                   |
|     | Groupe Elkarrekin Podemos-IU Elkarrekin Podemos - Ezker Anitza (EP-IU)      | Groupe Elkarrekin Podemos-IU Elkarrekin Podemos - Ezker Anitza (EP-IU)      | 6     | 6          | 6               | Miren Gorrotxategi                              |
|     | Groupe basque populaire-Ciudadanos Vasco Popular - Ciudadanos (VP-C)        | Groupe basque populaire-Ciudadanos Vasco Popular - Ciudadanos (VP-C)        | 6     | -          | -               | Carmelo Barrio                                  |
|     | Groupe populaire basque Popular Vasco - Euskal Talde Popularra (PV-ETP)     | Groupe populaire basque Popular Vasco - Euskal Talde Popularra (PV-ETP)     | -     | 5          | 5               | Carmelo Barrio                                  |
|     | Groupe mixte                                                                | Groupe mixte                                                                | 1     | 2          | 2               | -                                               |
|     |                                                                             |                                                                             |       |            |                 |                                                 |
|     | VOX                                                                         | 1                                                                           | 1     | 1          | Amaya Martínez  |                                                 |
|     | Ciudadanos                                                                  | 0                                                                           | 1     | 1          | José Manuel Gil |                                                 |

## Commissions parlementaires
| Commission                                                                    | Président                     | Parti    | Parti | Circonscription |
| ----------------------------------------------------------------------------- | ----------------------------- | -------- | ----- | --------------- |
| Commissions permanentes législatives                                          |                               |          |       |                 |
| Commission des Institutions, de la Gouvernance publique et de la Sécurité     | José Antonio Suso             | PNV      |       | Alava           |
| Commission de l'Économie, des Finances et des Budgets                         | Luis Gordillo                 | Cs       |       | Biscaye         |
| Commission de l'Économie, des Finances et des Budgets                         | Luis Gordillo                 | PP       |       | Biscaye         |
| Commission du Développement économique et de l'Innovation                     | Alaitz Zabala                 | PNV      |       | Biscaye         |
| Commission de la Durabilité, de l'Environnement et de l'Environnement naturel | Javier Tellería               | PNV      |       | Alava           |
| Commission de la Durabilité, de l'Environnement et de l'Environnement naturel | Unai Grajales (31/03/2023)    | PNV      |       | Alava           |
| Commission de l'Éducation                                                     | Gorka Álvarez                 | PNV      |       | Biscaye         |
| Commission de l'Éducation                                                     | Aitor Urrutia (27/09/2023)    | PNV      |       | Guipuscoa       |
| Commission des Politiques sociales et de la Jeunesse                          | Eva Juez                      | PNV      |       | Guipuscoa       |
| Commission du Travail et de l'Emploi                                          | Sonia Pérez                   | PSE-EE   |       | Biscaye         |
| Commission du Travail et de l'Emploi                                          | Gloria Sánchez (04/10/2023)   | PSE-EE   |       | Alava           |
| Commission des Droits humains, de l'Égalité et de la Justice                  | Leixuri Arrizabalaga          | PNV      |       | Biscaye         |
| Commission des Droits humains, de l'Égalité et de la Justice                  | Maitane Ipiñazar (25/09/2023) | PNV      |       | Biscaye         |
| Commission de la Santé                                                        | Kerman Orbegozo               | PNV      |       | Guipuscoa       |
| Commission de la Santé                                                        | Elena Lete (01/02/2022)       | PNV      |       | Guipuscoa       |
| Commission des Affaires européennes et de l'Action extérieure                 | Rakel Molina                  | PNV      |       | Alava           |
| Commission de la Culture, de la Langue basque et du Sport                     | Jasone Agirre                 | EH Bildu |       | Biscaye         |
| Commission du Commerce, de la Consommation et du Tourisme                     | Ibai Iriarte                  | EH Bildu |       | Guipuscoa       |
| Commission de la Planification territoriale, du Logement et des Transports    | María Jesús San José          | PSE-EE   |       | Alava           |
| Commissions permanentes non-législatives                                      |                               |          |       |                 |
| Commission du Règlement et du Gouvernement                                    | Bakartxo Tejeria              | PNV      |       | Guipuscoa       |
| Commission du Statut parlementaire                                            | Jon Andoni Atutxa             | PNV      |       | Biscaye         |
| Commission des Incompatibilités                                               | Kerman Orbegozo               | PNV      |       | Guipuscoa       |
| Commission des Incompatibilités                                               | José Manuel Gil (21/09/2020)  | Cs       |       | Alava           |
| Commission des Incompatibilités                                               | Carmelo Barrio (21/09/2023)   | PP       |       | Alava           |
| Commission du Contrôle d'EITB                                                 | Iñaki Aguirre                 | PNV      |       | Guipuscoa       |

## Gouvernement et opposition
| Date                                        | Candidats                   | Vote       |     |          |        |    |       |     | Résultat |
| Date                                        | Candidats                   | Vote       | PNV | EH Bildu | PSE-EE | EP | PP+Cs | Vox | Résultat |
| 3 septembre 2020 (majorité absolue requise) | Iñigo Urkullu (PNV)         | Oui        | 30  |          | 10     |    |       |     | 40 / 75  |
| 3 septembre 2020 (majorité absolue requise) | Maddalen Iriarte (EH Bildu) | Non        |     | 21       |        |    |       |     | 21 / 75  |
| 3 septembre 2020 (majorité absolue requise) | Abstention                  | Abstention |     |          |        | 6  | 6     | 1   | 13 / 75  |
| 3 septembre 2020 (majorité absolue requise) | Absent                      | Absent     | 1   |          |        |    |       |     | 1 / 75   |

## Désignations

### Sénateurs
| Parti    | Parti | Sénateurs désignés                   | Voix |
| -------- | ----- | ------------------------------------ | ---- |
| PNV      |       | Estefanía Beltrán de Heredia Arroniz | 22   |
| EH Bildu |       | Idurre Bideguren Gabantxo            | 20   |
| PSOE     |       | Antonio Julián Rodríguez Esquerdo    | 19   |

- Désignation : 24 septembre 2020.
- Tontxu Rodríguez (PSOE) est remplacé en février 2022 par Alfonso Gil Invernón avec 19 voix favorables.